# Ruscus
Ruscus là một chi thực vật có hoa trong họ Asparagaceae.

## Hình ảnh

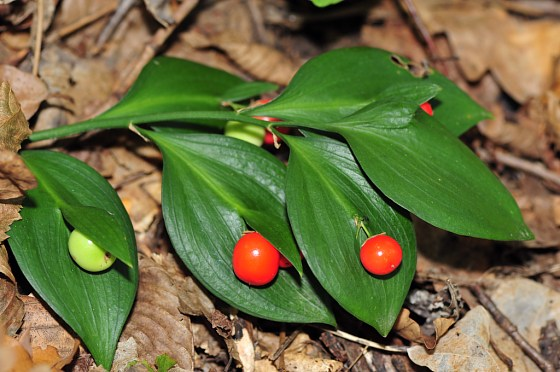
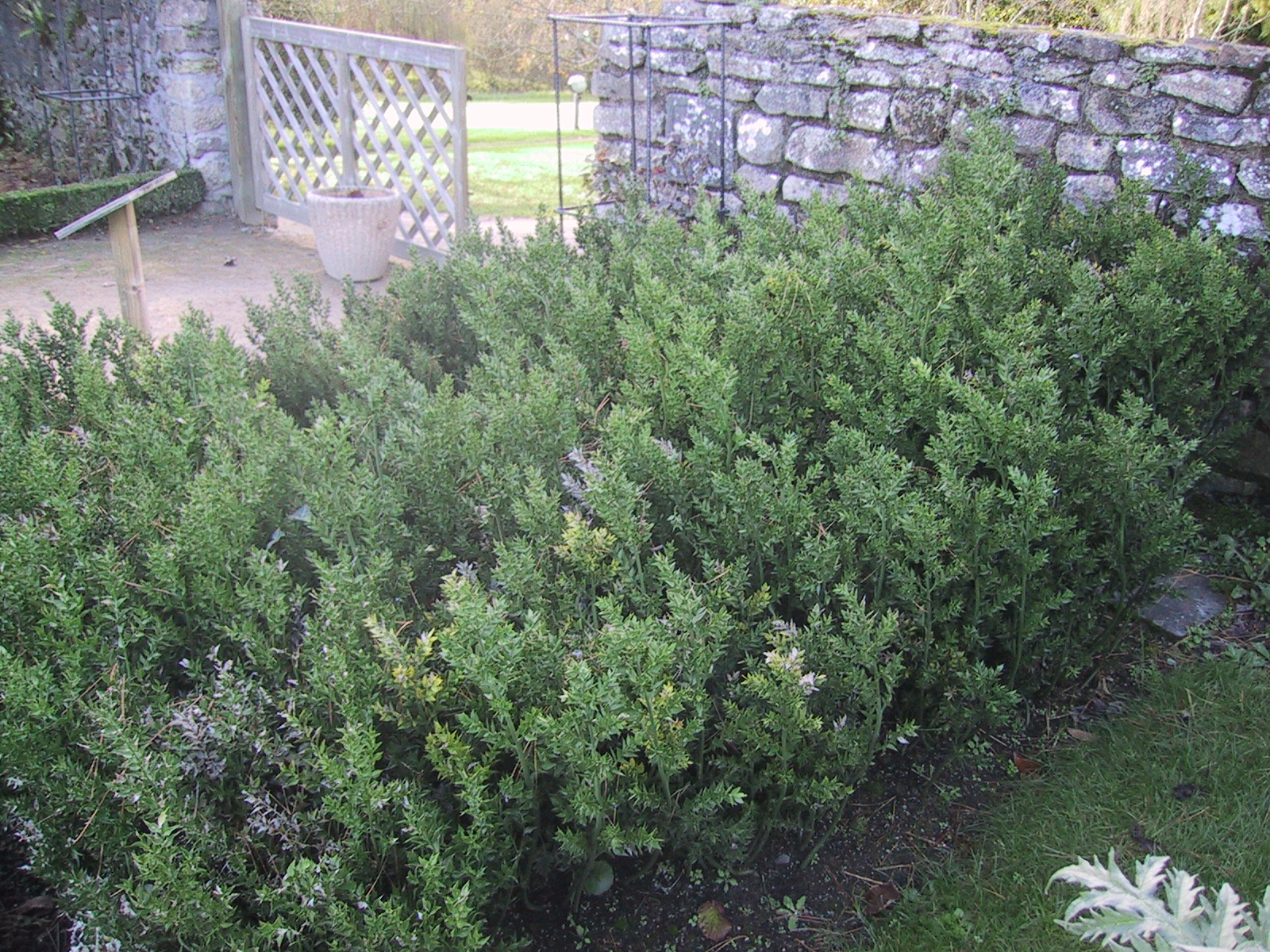
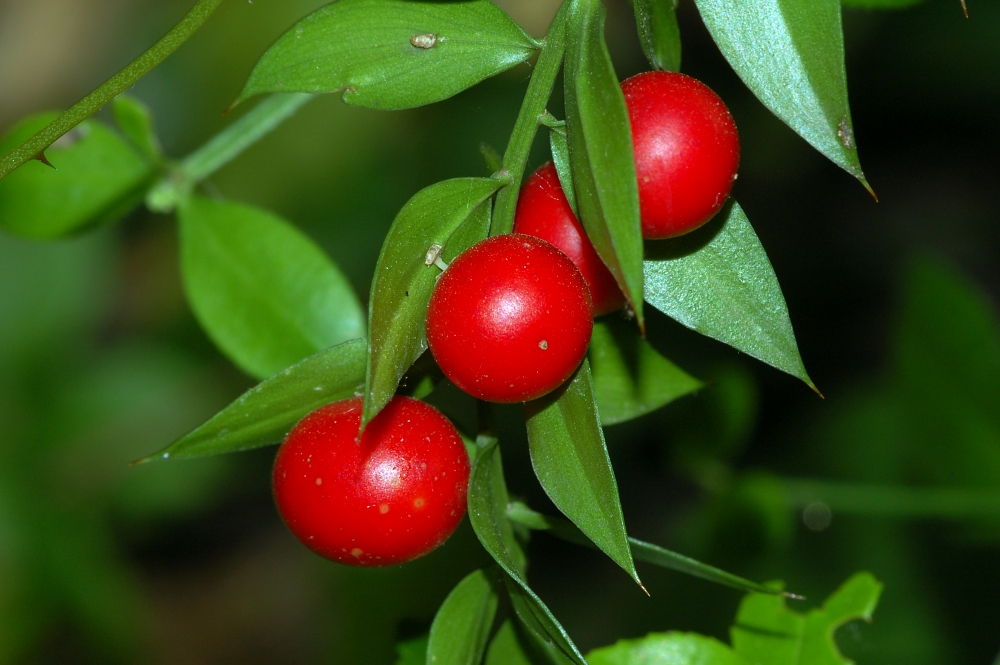
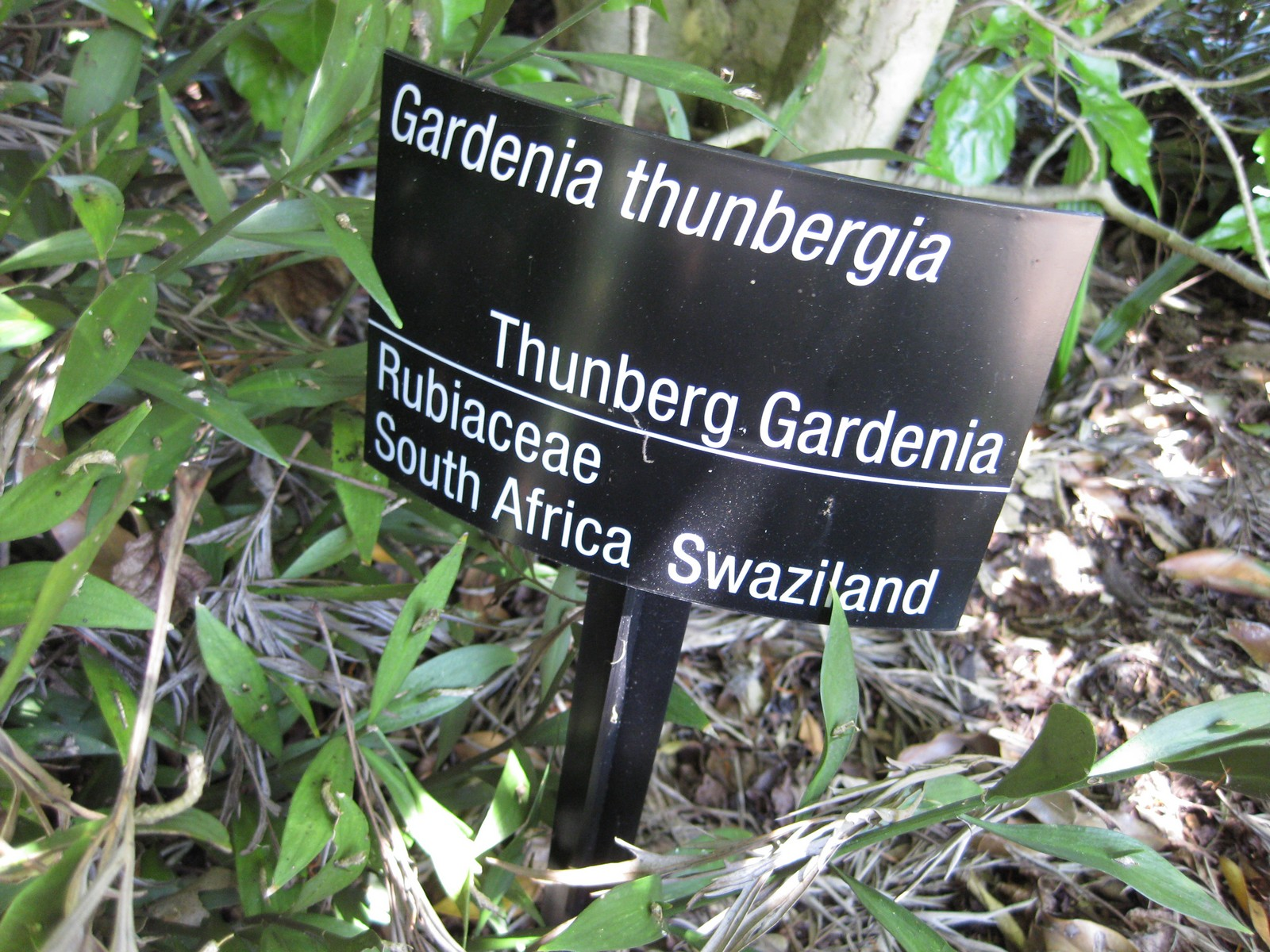

## Danh sách loài
- Ruscus alexandrinus
- Ruscus androgynus
- Ruscus anthopus
- Ruscus colchicus
- Ruscus dumosus
- Ruscus flexuosus
- Ruscus frutescens
- Ruscus humilis
- Ruscus hypoglossum L.
- Ruscus hypophyllum L.
- Ruscus hyrcanus Woronow
- Ruscus latifolius
- Ruscus laurifolius
- Ruscus laxus
- Ruscus lugubris
- Ruscus microglossus
- Ruscus parasiticus
- Ruscus ponticus
- Ruscus procerus
- Ruscus racemosus
- Ruscus racemus
- Ruscus reticulatus
- Ruscus streptophyllum. Madeira.[3]
- Ruscus streptophyllus
- Ruscus terminalis
- Ruscus trifoliatus
- Ruscus troadensis
- Ruscus volubilis